# Kamiennowola (gromada)
Kamiennowola (alt. Kamienowola; od 1 I 1969 Ostrówek) – dawna gromada, czyli najmniejsza jednostka podziału terytorialnego Polskiej Rzeczypospolitej Ludowej w latach 1954–1972.
Gromady, z gromadzkimi radami narodowymi (GRN) jako organami władzy najniższego stopnia na wsi, funkcjonowały od reformy reorganizującej administrację wiejską przeprowadzonej jesienią 1954 do momentu ich zniesienia z dniem 1 stycznia 1973, tym samym wypierając organizację gminną w latach 1954–1972.
Gromadę Kamiennowola siedzibą GRN w Kamiennowoli (w obecnym brzmieniu Kamienowola) utworzono 1 stycznia 1960 w powiecie lubartowskim w woj. lubelskim z obszarów zniesionych gromad Ostrówek i Leszkowice w tymże powiecie.
1 stycznia 1969 do gromady Kamiennowola włączono obszar zniesionej gromady Tarkawica w tymże powiecie, po czym gromadę Kamienowola zniesiono przez przeniesienie siedziby GRN z Kamienowoli do Ostrówka i zmianę nazwy jednostki na gromada Ostrówek.